# Quai Saint-Jean
Le quai Saint-Jean est une voie de Strasbourg située dans le quartier de la Gare.

## Situation et accès
Le quai longe le nord du Fossé du Faux Rempart, entre la rue du Faubourg National et la rue du Faubourg de Saverne. Il est un quai extérieur de la grande île de Strasbourg.
Le quai Saint-Jean est relié au quai intérieur de la grande île de Strasbourg, le quai Desaix, par trois ponts. Le pont de Saverne est situé dans le prolongement de la rue du Faubourg de Saverne et donne sur la Petite rue du Vieux Marché au Vin et la place du Vieux Marché au Vin où l'on trouve la fontaine Stoeber. Au niveau du pont Kuss situé à la hauteur de l'avant de l'église Saint-Pierre-le-Vieux, le quai est relié du sud au nord à la rue de la Course, la rue du Maire Kuss et la rue Kageneck. Le pont National est situé dans le prolongement du Faubourg National et donne sur la Grand'Rue à l'arrière de l'église Saint-Pierre-le-Vieux.
Le quai était desservi par les lignes 4 et 4a (arrêt Pont Kuss) dans le sens Reichstett Mairie - Wolfisheim Stade (4) ou Poteries (4a). Dans l'autre sens, l'arrêt était situé de l'autre côté du Pont Kuss. Depuis la création de la ligne de tram F vers Koenigshoffen, la ligne de bus 4 s'arrête à Koenigshoffen et ne circule plus sur le quai. En revanche une nouvelle ligne de bus, la C06 devait emprunter ce quai dans les deux sens à compter de décembre 2023.  Le risque d'effondrement du quai sous le poids des bus a imposé l'arrêt de l'exploitation de la ligne : https://cts-strasbourg.eu/fr/Article/Ligne-C6-NOUVEAU-TERMINUS-A-LAITERIE/#

## Historique
Le quai a été probablement ouvert vers la fin du XIXe siècle car on peut lire sur le garde-corps du quai situé entre le pont National et le pont du Maire-Kuss Ph. Bowé Eisengiesserei Strassburg; Eisengiesserei signifiant fonderie en allemand.
Entre la date de sa création en 1919 et 1930, le lycée Kléber réparti en trois lieux de la ville dispose près de l'église Saint-Jean de son bâtiment Kléber-Saint-Jean.

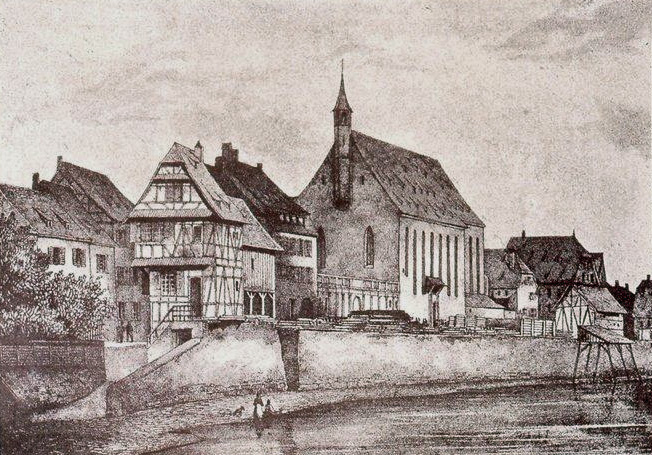
Quai Saint-Jean et église Saint-Jean (vers 1840)
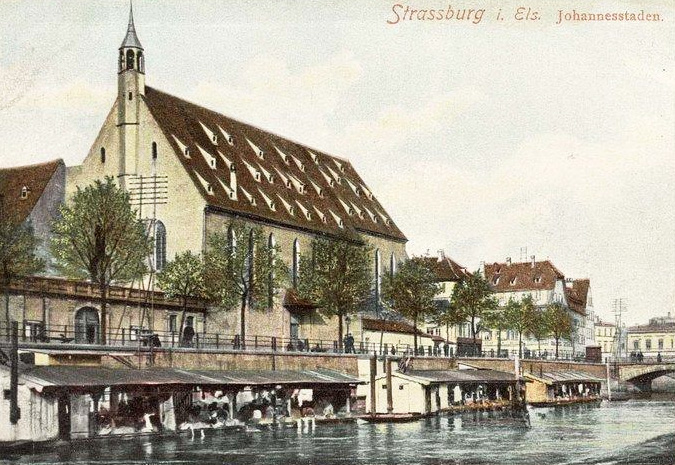
Quai Saint-Jean église Saint-Jean (1900)
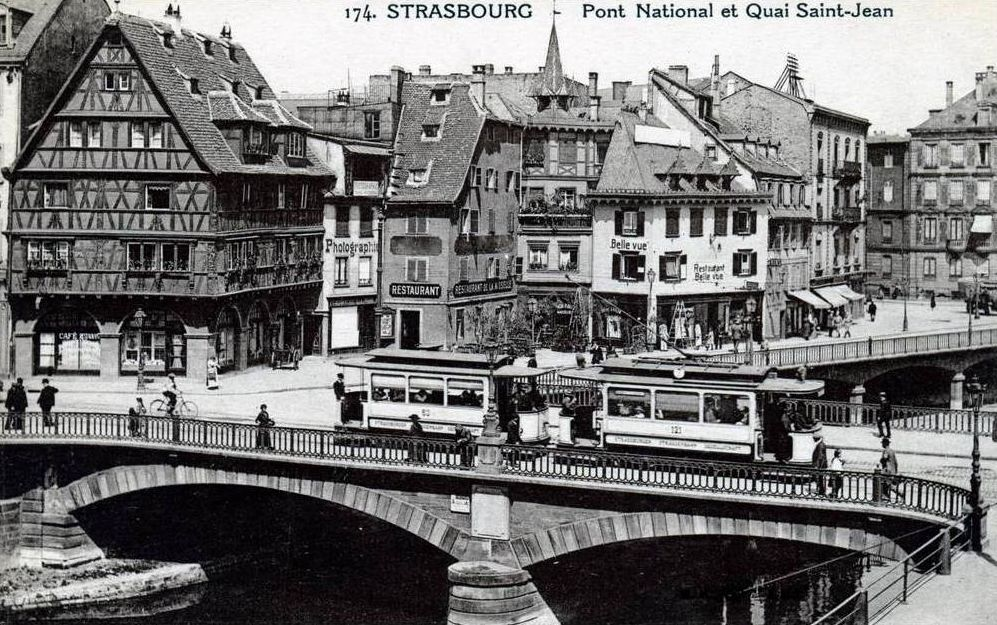
Pont national et quai Saint-Jean (vers 1908-1910)
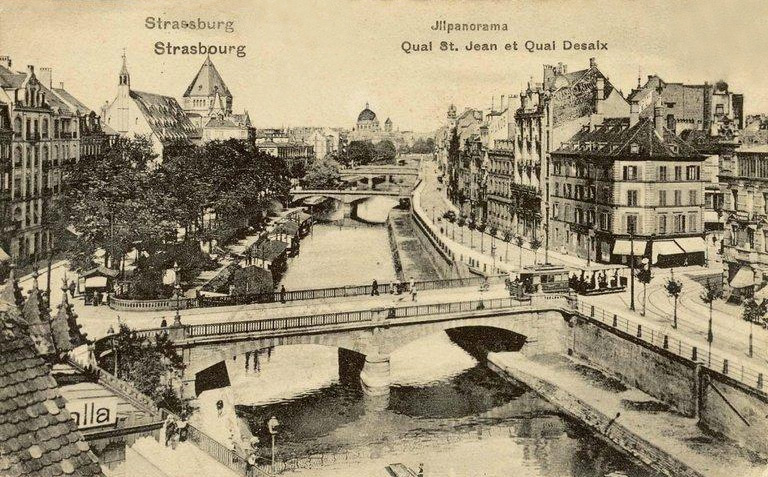
Quai Saint-Jean et quai Desaix (1919)
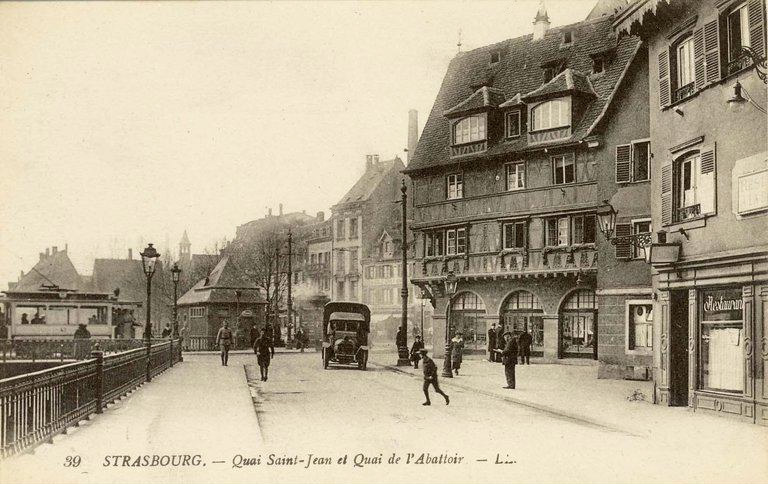
Quai Saint-Jean et quai de l'Abattoir (actuel Charles Altorffer) (1920)

## Bâtiments remarquables et lieux de mémoire
On y trouve l'église Saint-Jean ainsi que le siège de l'organisation internationale Frontière humaine.